# Aeroportul Lambaréné
Aeroportul Lambaréné (IATA: LBQ, ICAO: FOGR) este un aeroport din Lambaréné⁠(d), Provincia Moyen-Ogooué, Gabon ce deservește zona Lambaréné⁠(d). A fost numit după zona deservită.
Situat la o altitudine de 25 m, aeroportul dispune de o singură pistă.